# 天主教塞古教區
天主教塞古教區（拉丁語：Dioecesis Seguensis）是馬里一個羅馬天主教教區。屬巴馬科總教區。
教區成立於1962年3月10日包括塞古區西部三縣和庫利科羅區焦伊拉縣，2004年有13,999名教友（佔轄區總人口0.5%）、五個堂區、十五名司鐸。現任教區主教為奧斯定·特勞雷。